# John Keats
John Keats (31 tháng 10 năm 1795 – 23 tháng 2 năm 1821) – nhà thơ Anh, người cùng thời với Percy Bysshe Shelley, Lord Byron, một đại diện tiêu biểu của trường phái lãng mạn Anh thế kỉ XIX.

## Tiểu sử
John Keats sinh ở Moorgate, London, là con trai cả của Thomas Keats và Frances Jennings Keats. Năm 1804 bố mất, ba tuần sau đó mẹ đi lấy chồng nên các con ở với bà ngoại. Năm 1810 mẹ chết vì bệnh lao phổi, hậu quả của cái chết này là sau đó các con trai của bà cũng chết vì bệnh này.

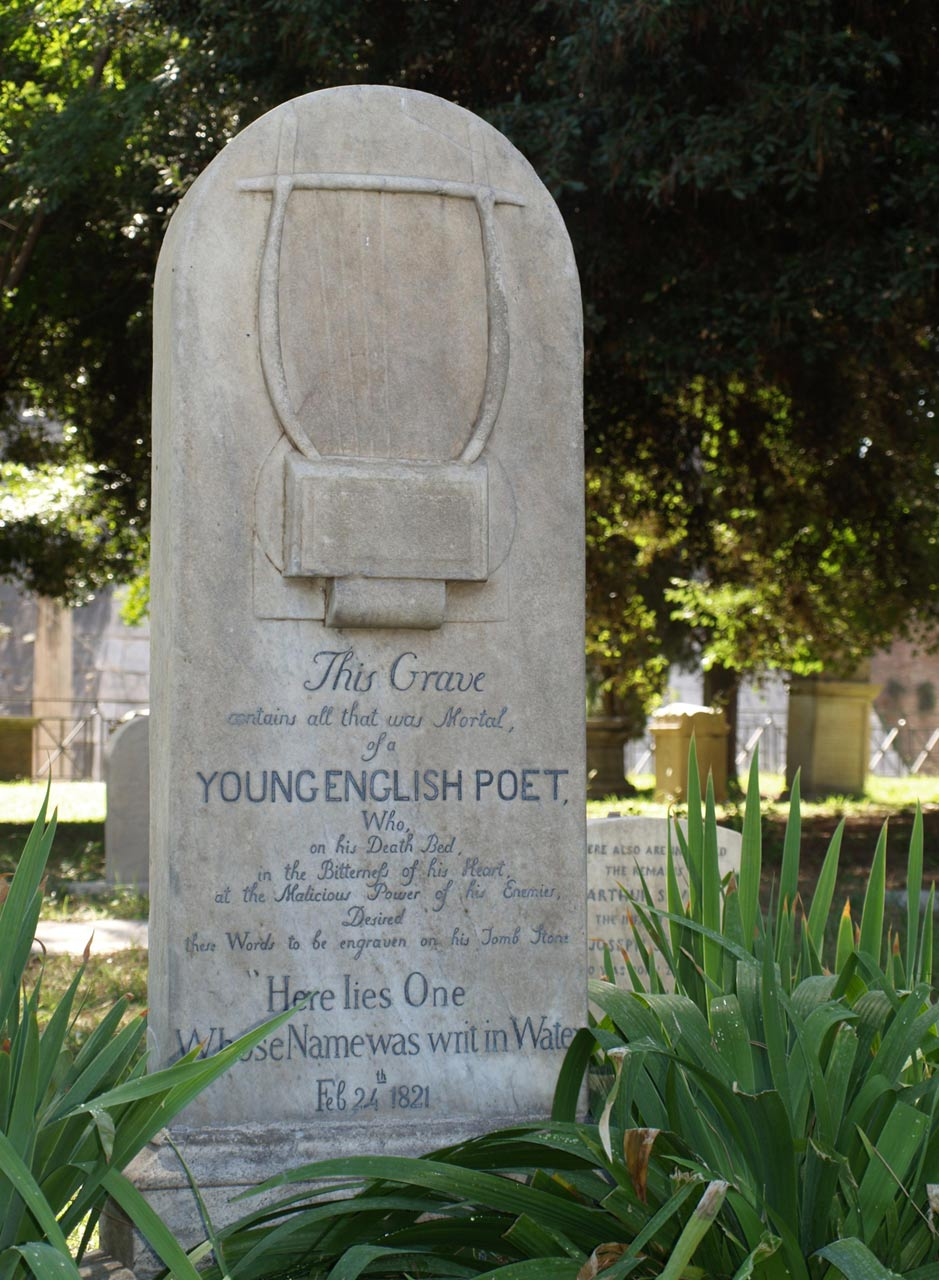
Mộ John Keats ở Roma

Từ năm 1803-1811 học ở trường tư, năm 1811 học ngành y ở King's College London. Thời gian này Keats đã bắt đầu say mê thơ ca, tốt nghiệp ngành y nhưng Keats không làm bác sĩ mà theo đuổi sự nghiệp thơ ca. Tập thơ đầu tiên Poems (1917) còn mang vẻ đa sầu đa cảm nhưng đã có tiếng ngân vang của niềm vui ca ngợi cuộc sống, đây cũng là đề tài trung tâm trong sáng tạo của Keats. Các trường ca Endymion (1817), Ode to a Grecian urn (1820) là sự tìm kiếm cái đẹp và sự hài hòa từ thời cổ đại, ballad La Belle Dame sans Merci (1819) – trở về với thời đại kỵ sĩ, còn Ode to a nightingale (1819) – ca ngợi vẻ đẹp muôn thuở của thiên nhiên... Bạn đọc có thể đọc những phân tích chi tiết về tác phẩm Người đẹp không có lòng thương xót ở mục từ: La Belle Dame sans Merci
Đặc điểm dễ nhận thấy ở thơ Keats là sự đa dạng của vần luật, cái nhìn vào cuộc đời đầy màu sắc và sự chính xác, cụ thể của hình tượng thơ ca.
Cuộc đời của Keats thật ngắn ngủi nhưng sự nghiệp thơ ca mà ông để lại cho đời là vô giá. Keats nổi tiếng là nhà thơ ca ngợi cái đẹp"Cái đẹp là chân lý, chân lý là cái đẹp, thế thôi, đấy là tất cả những gì ta biết và ta cần biết". Theo quan niệm của ông, nghệ thuật là phải thể hiện cái đẹp chứ không phải là thứ vũ khí của chính trị, khoa học hay tôn giáo. Nhà thơ không phải là lãnh tụ, không phải là người thầy, nhà thơ không nên tham gia vào đấu tranh xã hội mà nhà thơ – trước hết là người sáng tạo.
Keats mất ở Ý vì bệnh lao phổi. Ông được mai táng tại nghĩa trang Tin lành ở Roma, trên mộ có dòng chữ đề:"tên của người này in trên nước"(whose name was writ in water). 

## Tác phẩm
- Endymion
- Hyperion
- Ode to a Grecian urn
- Ode to a nightingale
- On Melancholy
- То autumn
- Isabella
- The Eve of St. Agnes
- La Belle Dame sans Merci
- The poetical works and other writings of J. Keats, 4 vv., ed. by Forman, 1883
- Poetical works, ed. by Arnold, 1929
- The letters, ed. by Golvin, 1891

## Một bài thơ
| You Say You Love I You say you love; but with a voice Chaster than a nun's, who singeth The soft Vespers to herself While the chime-bell ringeth- O love me truly! II You say you love; but with a smile Cold as sunrise in September, As you were Saint Cupid 's nun, And kept his weeks of Ember. O love me truly! III You say you love but then your lips Coral tinted teach no blisses, More than coral in the sea They never pout for kisses O love me truly! IV You say you love; but then your hand No soft squeeze for squeeze returneth, It is like a statue's dead While mine to passion burneth O love me truly! V O breathe a word or two of fire! Smile, as if those words should bum me, Squeeze as lovers should O kiss And in thy heart inurn me! O love me truly! On Death 1 Can death be sleep, when life is but a dream, And scenes of bliss pass as a phantom by? The transient pleasures as a vision seem, And yet we think the greatest pain's to die. 2 How strange it is that man on earth should roam, And lead a life of woe, but not forsake His rugged path; nor dare he view alone His future doom which is but to awake. Bright star Bright star, would I were stedfast as thou art-- Not in lone splendour hung aloft the night And watching, with eternal lids apart, Like nature's patient, sleepless Eremite, The moving waters at their priestlike task Of pure ablution round earth's human shores, Or gazing on the new soft-fallen mask Of snow upon the mountains and the moors— No--yet still stedfast, still unchangeable, Pillow'd upon my fair love's ripening breast, To feel for ever its soft fall and swell, Awake for ever in a sweet unrest, Still, still to hear her tender-taken breath, And so live ever--or else swoon to death. Sonnet The day is gone, and all its sweets are gone! Sweet voice, sweet lips, soft hand, and softer breast, Warm breath, light whisper, tender semitone, Bright eyes, accomplished shape, and lang'rous waist! Faded the flower and all its budded charms, Faded the sight of beauty from my eyes, Faded the shape of beauty from my arms, Faded the voice, warmth, whiteness, paradise – Vanished unseasonably at shut of eve, When the dusk holiday -or holinight Of fragrant-curtained love begins to weave The woof of darkness thick, for hid delight; But, as I've read love's missal through today, He'll let me sleep, seeing I fast and pray. | Em vẫn nói rằng yêu I Em vẫn nói rằng yêu nhưng câu trả lời Trong giọng nói của em sao hờ hững Nghe có vẻ giống như lời cầu nguyện Trong tiếng ngân vang của những hồi chuông. Hãy yêu anh thật lòng! II Em vẫn nói rằng yêu nhưng nụ cười em Lạnh lẽo như ánh bình minh tháng chín Có vẻ như thần Tình yêu sai khiến Em nén lòng trong tuần lễ chay chăng. Hãy yêu anh thật lòng! III Em vẫn nói rằng yêu nhưng đôi môi em Không hạnh phúc, ánh bừng lên sắc đỏ Giữa biển lớn, ngọc giấu mình trong đó Không bao giờ chịu để một ai hôn. Hãy yêu anh thật lòng! IV Em vẫn nói rằng yêu nhưng bàn tay em Không siết chặt tay anh, không thiện cảm Em như bức tượng, không hề sống động Trước tình yêu cháy bỏng của anh. Hãy yêu anh thật lòng! V Bằng những lời đẹp đẽ từ trái tim Bằng nụ cười cháy bừng như ngọn lửa Bằng nụ hôn, hãy dìm anh trong đó Trong lửa tình hừng hực trái tim em. Hãy yêu anh thật lòng! Về cái chết 1 Có thể chết là ngủ, nhưng đời là giấc mơ Những ngày vui thoáng qua như ảo ảnh Và hạnh phúc cũng qua rất chóng vánh Sao ý nghĩ về cái chết vẫn cứ hạ hành ta. 2 Thật lạ lùng, người ta sống trên trần Là bể khổ, nhưng vẫn không từ bỏ Ý nghĩ về cuộc sống đầy gian khó Và vẫn mong mình sẽ được hồi sinh. Ngôi sao sáng Giá mà ta vĩnh hằng như sao sáng Nhưng mà không chiếu sáng giữa cô đơn Hay muôn thuở thao thức giữa trời đêm Nhìn thế gian bằng đôi mắt hờ hững. Thần thánh làm dòng nước kia chuyển động Rửa sạch cho những bờ bến nhân gian Và khoác lên trang phục của mùa đông Cho đồi núi trong đất trời xoay chuyển. Ta rất muốn vĩnh hằng, không suy suyển Để tựa đầu lên ngực đẹp yêu thương Và lắng nghe từng hơi thở nhẹ nhàng Và thức mãi trong ngọt ngào âu yếm. Để lịm đi trong hơi thở của nàng Để sống muôn đời – hoặc sẽ chết muôn năm. Sonnet Ngày ra đi, tất cả mang theo mình Giọng nói ngọt ngào, bờ môi, ánh mắt Ngực ấm áp và những lời đùa cợt Bàn tay êm và tiếng thổn thức lòng. Tất cả nhạt phai, hoa cũng héo tàn Trong đôi mắt đã tàn phai nhan sắc Từ bàn tay đã không còn vẻ đẹp Cả nhiệt tình, trinh trắng cũng héo hon. Tất cả tiêu tan, khi bóng tối nhá nhem Đem thay ngày lễ bằng đêm thần thánh Bức màn hương của tình yêu buông xuống Dành cho đam mê chỉ có bóng đêm. Cuốn kinh tình yêu tôi đọc ban ngày Tôi nguyện cầu giấc ngủ hãy đến đây! Bản dịch của Nguyễn Viết Thắng |